# Ans Westra
Anna Jacoba Westra (28. dubna 1936 – 26. února 2023), známá jako Ans Westra, byla novozélandská fotografka nizozemského původu, známá svými zobrazeními života Maorů ve 20. století. Její výtečnost jako umělkyně byla umocněna její kontroverzní dětskou knihou z roku 1964 Washday at the Pa.

## Životopis
Westra se narodila v roce 1936 v Leidenu v Nizozemsku jako jediné dítě Pietera Heina Westry a Hendriky Christiny van Doornové.
V roce 1953 se Westra přestěhovala do Rotterdamu a začala studovat na Industrieschool voor Meisjes. Promovala v roce 1957 s diplomem v oboru učitelství umění a řemesel se specializací na umělecké vyšívání a téhož roku odjela z Nizozemska na Nový Zéland. V roce 1963 se stala naturalizovanou občankou Nového Zélandu.

## Kariéra

### Počáteční zájem o fotografování
Westra se dostala k fotografování jako teenager díky svému nevlastnímu otci. Její posedlost zachycovat svět fotografickou kamerou se jí vštípila v roce 1956 po setkání se slavnou mezinárodní výstavou Lidská rodina v Amsterdamu. Tato utopická, kvaziantropologická výstava, jejímž kurátorem byl Edward Steichen z MoMA, cestovala po světě v letech 1955 až 1963 a měla velký vliv na autorčinu u tvorbu, stejně jako fotokniha Wij Zijn 17 (Je nám 17) předčasně vyspělé teenagerky Joan van der Keukenové z roku 1955, který zobrazuje životy poválečné holandské mládeže. Inspirovala autorčinu první fotografickou dokumentární sérii, na které byli její spolužáci.
V roce 1957 odcestovala fotografka na Nový Zéland, aby navštívila svého otce, který tam emigroval dříve. Zůstala v Aucklandu a pracovala osm měsíců u výrobce keramiky v Crown Lynn Potteries.

### Wellington a profesionální fotografie
V roce 1958 se Westra přestěhovala do Wellingtonu, kde se stala členkou Wellington Camera Clubu a pracovala v různých místních fotografických studiích. V roce 1960 se Westra dočkala mezinárodního uznání a získala cenu od časopisu UK Photography za svou práci s názvem Assignment No. 2 (Zadání č. 2). V témže roce zveřejnila svou první fotografii na Novém Zélandu na obálce Te Ao Hou / The New World, časopisu vydávaného ministerstvem pro záležitosti Maorů. V roce 1962 začala pracovat jako dokumentární fotografka na plný úvazek na volné noze. Hodně z jejích raných prací bylo pro oddělení školních publikací ministerstva školství a Te Ao Hou.

### Washday u Paa širší uznání
Westra žila s venkovskými Maory pět měsíců, fotografovala typický každodenní život a v roce 1964 její školní bulletin Washday at the Pa byl publikován oddělením školních publikací ministerstva školství a distribuován do tříd základních škol po celém Novém Zélandu. Kniha dokumentuje velkou maorskou rodinu v jejich venkovském sídle v Ruatorii. Rodina dostala fiktivní jméno „Weretovi“ a byla uváděna jako žijící „poblíž Taihape “, aby byla ochráněna jejich identita.
Životní podmínky rodiny byly považovány za špatné a jejich venkovské chalupy zchátralé. Byly vzneseny obavy, včetně ze strany ligy Māori Women's Welfare League, že zobrazení Weretových by vedlo čtenáře – děti – k tomu, aby tuto rodinu vnímaly jako zástupce všech Maorů. Liga žádala o stažení ze škol a brzy po vydání byl časopis na příkaz ministra školství opravdu stažen.
Později v roce 1964 byl Washday at the Pa soukromě znovu publikován tiskařskou společností Caxton Press s dvaceti dalšími fotografiemi. Článek o této události napsaný akademiky v Aucklandu v roce 2016 uvádí: „Svým způsobem kniha a pocity, které inspirovala, silně oslovily myšlenky Pākehā o Maorském lidu, spíše než aby odrážely některé důležité pravdy o samotných Maorech.“
V roce 1967 vyšla kniha Maori s fotografiemi Westry a textem Jamese Ritchieho.
V roce 1982 byl založen archiv negativů Westrové v knihovně Alexandra Turnbulla ve Wellingtonu. V letech 1985–1999 Westra podnikla několik rezidenčních uměleckých pobytů, včetně v Dowse Art Museum, Lower Hutt (1988–1989), Tylee Cottage Residency, Wanganui (1993) a v roce 1996 získala inaugurační Southland Art cenu Foundation Artist in Residence od Southland Art Foundation, Southern Institute of Technology, Southland Museum and Art Gallery a Creative New Zealand. V roce 1998 byla Westra rezidenční umělkyní na Otago School of Fine Arts, Otago Polytechnic.
Westra byla subjektem dokumentu z roku 2006 Ans Westra: Private Journeys / Public Thoughts od novozélandského historika umění Luita Bieringy.
Kniha a výstava fotografky z roku 2009, The Crescent Moon: The Asian Face of Islam in New Zealand (Půlměsíc: Asijská tvář islámu na Novém Zélandu), představuje její fotografie s textem novozélandské spisovatelky Adrienne Jansenové. Rozhovory a fotografie 37 jednotlivců v knize umožňují nahlédnout do života asijských muslimů na Novém Zélandu.
Knížka Washday at the Pa byla znovu vydána v roce 2011 vydavatelstvím Suite Publishing. Nové vydání obsahovalo další fotografie stejné rodiny pořízené v roce 1998.
V květnu 2013 vydalo Suite Publishing publikaci Westra: Our Future: Ngā Tau ki Muri, která obsahuje 137 často odsuzujících fotografií novozélandské krajiny, s textovými příspěvky od Hone Tuwhare, Russela Normana, Briana Turnera, Davida Eggletona a Davida Lange.
Mezi únorem 2013 a dubnem 2014 podnikla Westra svou Full Circle Tour, aby znovu navštívila centra, kde byla během své kariéry obzvláště aktivní. Navštívila Ruatoria, Ruatoki, Rotorua, okolí řeky Whanganui, Kaitaia, Invercargill a Stewartův ostrov.
V roce 2014 vstoupila v platnost digitalizace archivu negativů Westrové v Knihovně Alexandra Turnbulla ve Wellingtonu prostřednictvím jejího zástupce Suite Tirohanga.
Snímek autorky Untitled, z Washday at the Pa, 1963, stanovil novou aukční rekordní cenu na 10 575 novozélandských dolarů u aukční síně Webb's v Aucklandu na Novém Zélandu dne 11. června 2015.

### Westra Museum
Dne 20. dubna 2016 bylo ve Wellingtonu založeno muzeum věnované dílu Westrové.

### Kritika
Westra čelila kritice za vlastnictví svých snímků Maorů, za to, že svou kariéru postavila na snímcích Maorů a že subjekty a jejich příbuzní nejsou schopni používat fotografie, aniž by požádali autorku o svolení. Obsah myšlenek Pākehā je také kritizován včetně diskuse Washday at the Pa.

## Osobní život a smrt
V roce 1965 se Westra vrátila do Nizozemska, kde žila až do roku 1969. Měla tři děti.
Umělkyni byla diagnostikována bipolární porucha a později v životě se jí rozvinula demence. Zemřela ve svém domě ve Wellingtonu dne 26. února 2023 ve věku 86 let.

## Vyznamenání a ocenění
Westra obdržela Certifikát výjimečnosti ze Světové fotografické výstavy v New Yorku v letech 1964–1965. Westra byla pacifickou regionální vítězkou ceny Commonwealth Photography Award v roce 1986, cestovala fotografovat na Filipíny, a poté do Spojeného království, Nizozemska a Ameriky. V roce 1998 byla Westra jmenována společnicí Řádu za zásluhy Nového Zélandu v oblasti fotografie a v roce 2007 se stala umělkyní umělecké nadace novozélandské ikony. V roce 2015 Westra obdržela čestný doktorát Massey University jako uznání za její dlouhodobý přínos novozélandské vizuální kultuře.